# 이스 세븐
《이스 세븐》(Ys Seven)은 니혼 팔콤이 제작한 액션 롤플레잉 게임이다. 이스 시리즈의 일곱번째 작품으로, 알타고의 수도에 도달한 여행가 아돌과 도기가 대재앙을 불러일으킨다는 알타고의 오대룡 소문을 듣고 그들을 저지하려는 모험기를 그렸다.
일본서 2009년 9월 17일 플레이스테이션 포터블로 처음 발매됐다. 2012년 7월에는 중국에서 마이크로소프트 윈도우 버전을 발매했고, 2017년 8월에 엑시드 게임스가 별도로 제작한 개선판이 스팀 및 GOG.com으로 출시됐다.

## 줄거리
타오르는 듯한 붉은 머리, 강하고 순수한 눈동자, 그리고 꺼지지 않는 모험심… 후세 사람들에게 ‘세기의 모험가’라고 일컬어지는 붉은 머리의 모험가 아돌 크리스틴. 인생에 있어서 첫 번째 모험이었던 고대왕국 ‘이스’를 둘러싼 모험으로부터 6년이 지나 23세가 된 아돌은 파트너 도기와 함께 세계 각지에서의 모험을 계속하고 있었다.
모험 도중 아돌은 북 아프로카 대륙의 ‘알타고 공국’을 방문할 기회를 얻었다. 아돌에게 있어서 거대한 짐승이 활보한다는 ‘알타고’는 방문하고 싶었던 곳이었지만, 알타고와 로문 제국간의 기나긴 전쟁 탓에 지금까지 단념하고 있었던 장소였다. 산재해있는 무수한 유적, 사라진 고대민족, 그리고 수수께끼의 오대룡의 전승. 수많은 수수께끼로 가득 차있는 ‘알타고’를 무대로, 아돌의 모험은 다시 시작된다.

## 게임플레이
《이스 VI: 나피시팀의 상자》에서 채용되었던 쿼터뷰 시스템을 채용하였으며, 시리즈 처음으로 파티 플레이를 도입했다. 플레이어는 주인공 아돌과 파트너 도기, 그리고 이번 작품에 처음 등장하는 아이샤의 3명을 전투멤버로 선택해서 플레이할 수 있다. 또한 캐릭터마다 장비 교체에 따른 공격의 속성이 정해져 있어 적의 상성에 따른 데미지를 줄 수 있다.

## 평가
| 평가                                                                                                  |                  |
| --- | ---------------- |
| 통합 점수 통합사 점수 메타크리틱 79 (PSP) [ 7 ] 80 (PC) 평론 점수 평론사 점수 IGN 8 of 10 (PSP) [ 8 ] |                  |
| 통합 점수                                                                                             |                  |
| 통합사                                                                                                | 점수             |
| 메타크리틱                                                                                            | 79 (PSP) 80 (PC) |
| 평론 점수                                                                                             |                  |
| 평론사                                                                                                | 점수             |
| IGN                                                                                                   | 8 of 10 (PSP)    |